# Alias Jesse James
Alias Jesse James is een Amerikaanse filmkomedie uit 1959 onder regie van Norman Z. McLeod. Destijds werd de film in Nederland en Vlaanderen uitgebracht onder de titel Schiet niet op de bandiet.

## Verhaal
Milford Farnsworth is een blunderende verzekeringsagent. Zonder het te beseffen verkoopt hij een levensverzekering ter waarde van 100.000 dollar aan de vogelvrij verklaarde Jesse James. Wanneer zijn baas erachter komt, stuurt hij Milford op Jesse James af om de polis terug te kopen.

## Rolverdeling
| Acteur          | Personage          |
| --------------- | ------------------ |
| Bob Hope        | Milford Farnsworth |
| Rhonda Fleming  | Cora Lee Collins   |
| Wendell Corey   | Jesse James        |
| Gloria Talbott  | Prinses Irawanie   |
| Jim Davis       | Frank James        |
| Will Wright     | Titus Queasley     |
| Mary Young      | Ma James           |
| Mickey Finn     | Zware jongen       |
| Bob Gunderson   | Bendelid           |
| Fred Kohler jr. | Bendelid           |
| Ethan Laidlaw   | Bendelid           |
| Glenn Strange   | Bendelid           |